# Techanting
Techanting, slowenisch Teharče, ist ein Dorf im Becken des Faaker Sees in Kärnten und eine Ortschaft der Gemeinde Finkenstein am Faaker See im Bezirk Villach-Land.

## Geographie
Das Dorf liegt westlich von Finkenstein, direkt südlich von Gödersdorf, etwa 3,5 km von der Autobahnabfahrt Villach/Warmbad entfernt, am Goritscher Bach. Es umfasst ungefähr 120 Gebäude etwa 300 Einwohnern. Das Dorf bildet sich aus den beiden Ortsteilen Untertechanting im Westen (Katastralgemeinde Gödersdorf) und Obertechanting im Osten (Katastralgemeinde Mallestig). 
Zur Ortschaft gehören auch der Gutshof Stiegerhof und die Einöden Holitzer, Kopanig (800 m) und Truppe (1000 n ⊙).
Im Süden liegt der österreichisch-slowenische Grenzkamm der Westkarawanken, mit dem Techantinger Mittagskogel als Zwölf-Uhr-Berg des Orts – er wird auch, nach den Gehöft Truppe/Trupej, Truppekogel, slowenisch Trupejevo poldne genannt.
Nachbarortschaften:
| Stobitzen/Stopce   | Gödersdorf/Vodiča vas                       |                      |
| Fürnitz/Brnca      | Kompassrose, die auf Nachbargemeinden zeigt | Finkenstein/Bekštanj |
| Susalitsch/Žužalče |                                             | Goritschach/Zagoriče |

## Sehenswürdigkeiten
- Filialkirche Techanting/Teharče (Pfarre St. Stefan-Finkenstein/Šteben-Bekštanj)[1]